# Маковище (Киевская область)
Маковище (укр. Маковище) — село, входит в Бучанский район Киевской области Украины.
Население по переписи 2001 года составляло 837 человек. Почтовый индекс — 08034. Телефонный код — 4578. Занимает площадь 0,46 км². Код КОАТУУ — 3222784601.

## Местный совет
08034, Київська обл., Макарівський р-н, с. Маковище, вул. Центральна, 59

## Галерея

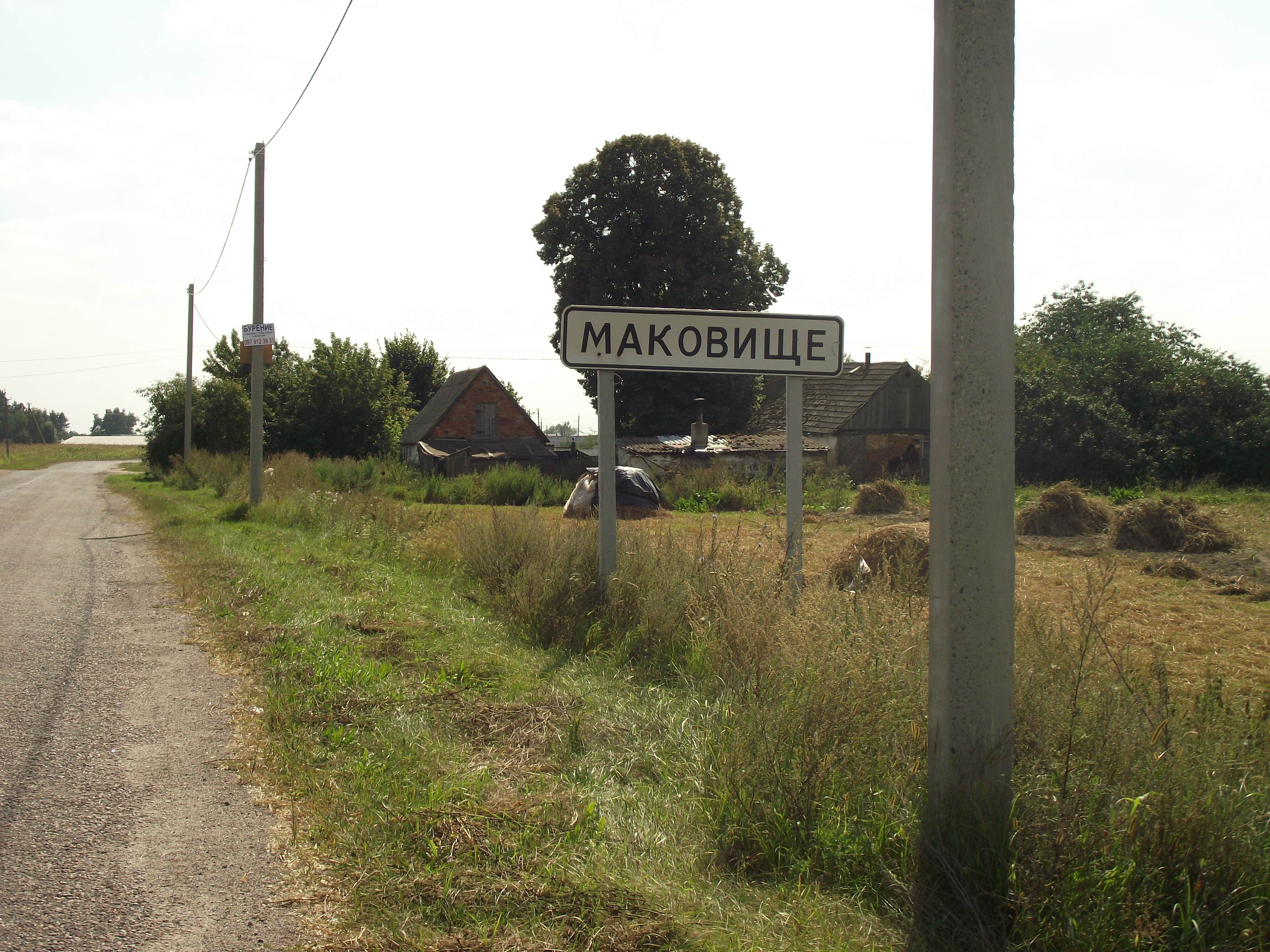
Дорожный знак на въезде в село
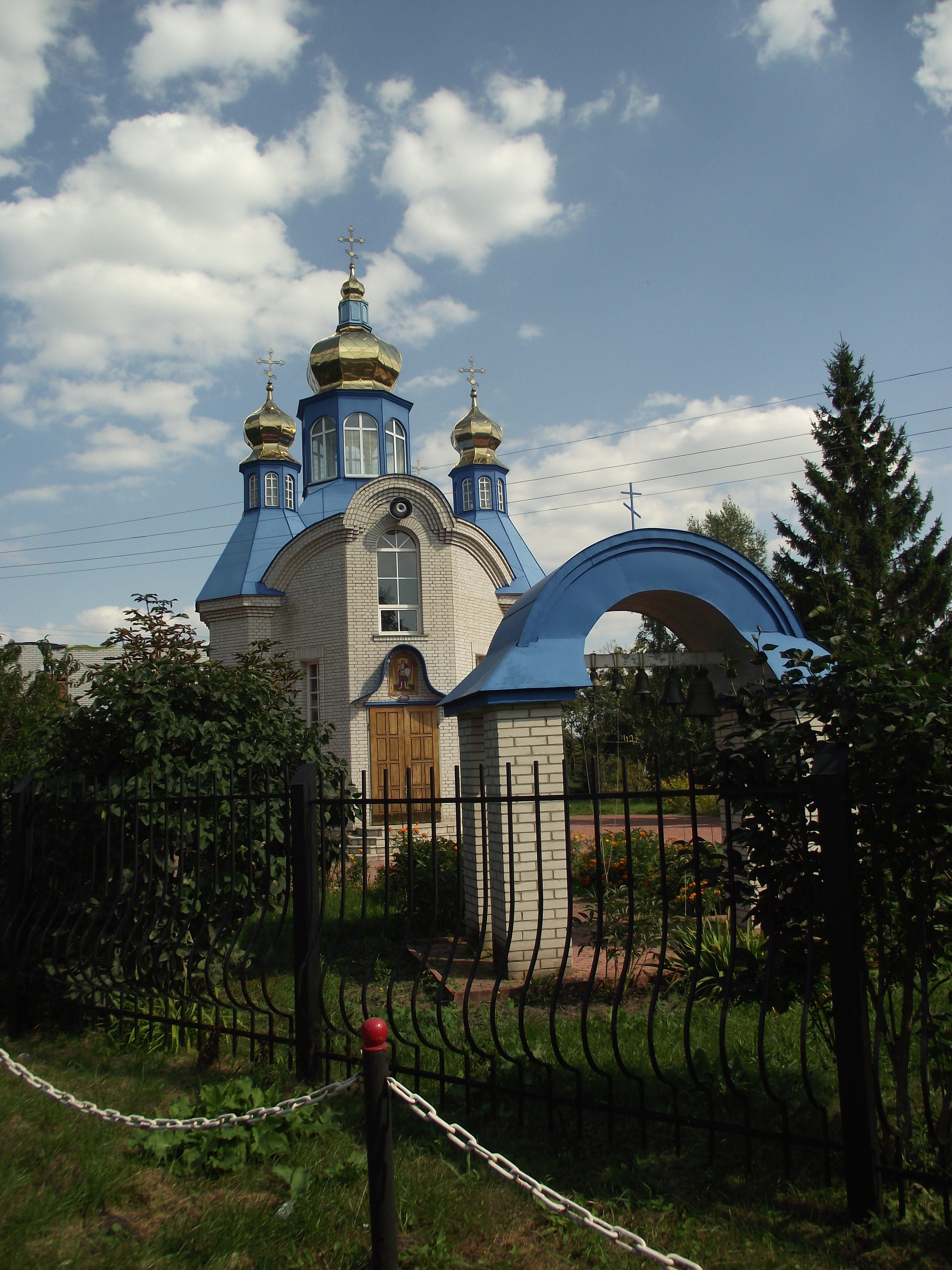
Храм Архистратига Михаила в селе Маковище
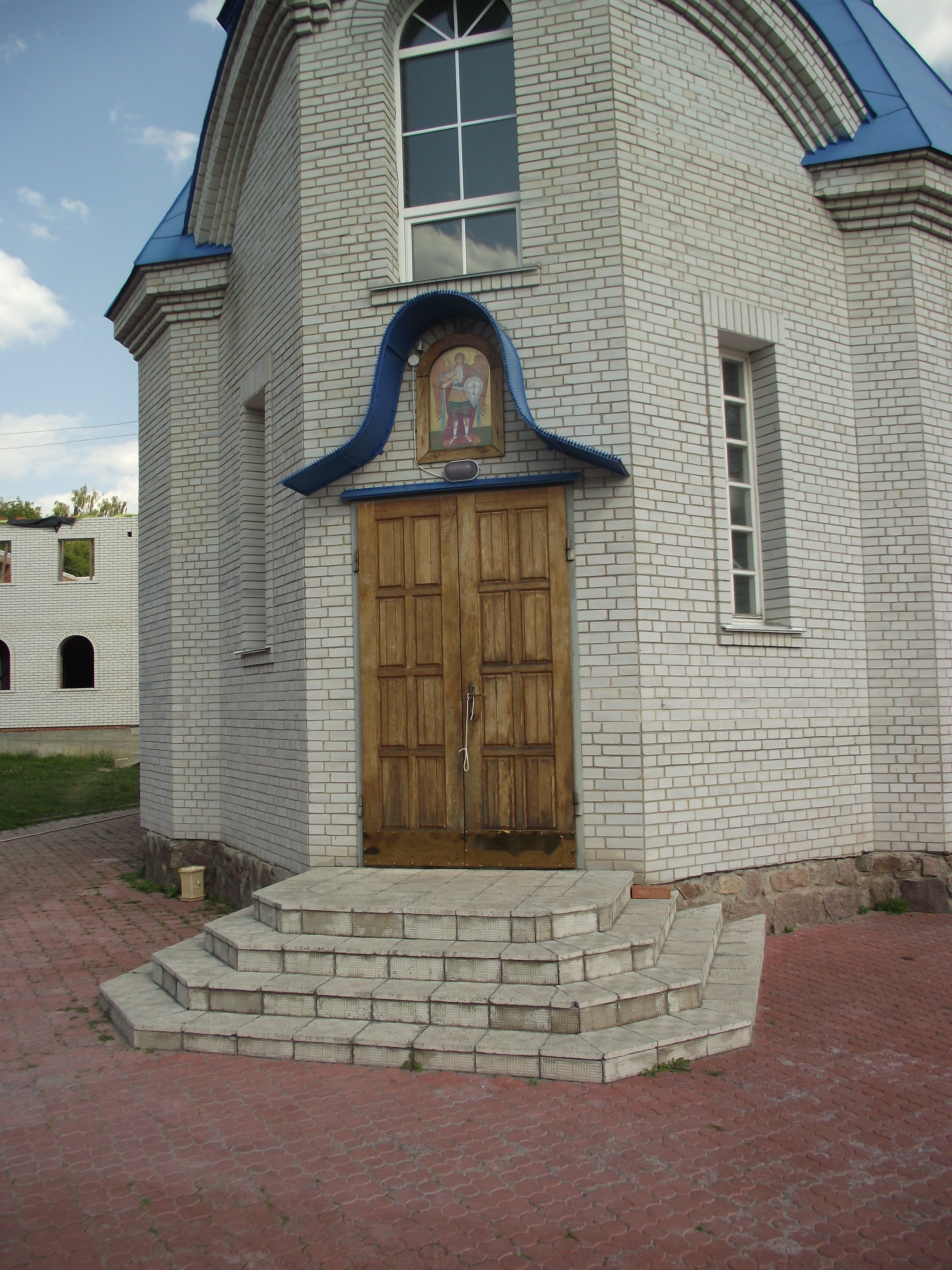
Вход Храм Архистратига Михаила